# 黃錦裳
黃錦裳（1939年7月26日—），廣東廣州人，中國大陸演员。

## 生平
黃錦裳是土生土長的廣東人，從小便有良好的舞感和音樂感，秧歌扭得非常出色，一直都是學校舞蹈隊的文藝骨幹。初中畢業後，1958年，考入广东省轻工业学校（今广东轻工职业技术大学）化工分析專業，但因她自知反應緩慢，不適合分析工作，故此等待機會報考廣東省各文藝課程，後遇到《南方日報》刊登招生啟事，報考成為珠江電影製片廠演員。
數年後，她考入了北京電影學院表演系四年制，于1964年毕业。在1980年代，她首次演出反派角色，當中演出包括《雅馬哈魚檔》、《一雙繡花鞋》、《鄉情》等反派角色，到了1990年代，她在廣東電視臺拍攝電視劇《情滿珠江》，飾演慈母，改演正派角色，取得廣大觀眾信任，因此她成了“好媽媽”的代名詞。
2000年，她在《外來媳婦本地郎》飾演「康嬸」角色，使觀眾相信她是一個永遠廚藝高超、非常顧家的中國傳統婦女。
配偶為劉延，北京電影學院同學，也是珠江電影製片廠的退休老演員。
她共養了5隻狗，其中松鼠狗則是兒子送給她的禮物，說讓退休後的她心裏有個寄託。

## 演出作品
- 《亞馬哈魚檔》
- 《一雙繡花鞋》
- 《鄉情》
- 《情滿珠江》
- 《外來媳婦本地郎》飾 「康嬸」

## 外部連結
- 《外來媳婦本地郎》演員逐個數（五） “康嬸”黃錦裳的“寵物情緣”